# Konvention zur Unterbindung des Menschenhandels und der Ausnutzung der Prostitution anderer
Die Konvention zur Unterbindung des Menschenhandels und der Ausnutzung der Prostitution anderer ist eine völkerrechtliche UN-Konvention der Vereinten Nationen. Sie wurde am 2. Dezember 1949 verabschiedet, um die Prostitution und den Menschenhandel zu bekämpfen.
Die Konvention beinhaltet die Übereinkunft, dass die Vertragsparteien jede Person bestrafen werden, die
nach Artikel 1
„1. eine andere Person, selbst mit deren Einwilligung, zu Zwecken der Prostitution beschafft, sie dazu verleitet oder verführt
2. die Prostitution einer anderen Person, selbst mit deren Einwilligung, ausnutzt.“
oder nach Artikel 2
„ein Bordell unterhält oder leitet oder wissentlich finanziert oder an dessen Finanzierung beteiligt ist“.

## Status
Im Juni 2021 hatten nur 82 Staaten die Konvention ratifiziert, darunter weder Deutschland noch Österreich oder die Schweiz.
Zum einen soll es Bedenken gegen die Einbeziehung des Internationalen Gerichtshofes geben; zum anderen wird unter anderem von Organisationen wie Amnesty International und Betroffenenorganisationen vor allem die geforderte Strafbarkeit der Inanspruchnahme so genannter freiwilliger Sexarbeit abgelehnt.
Das Trafficking-Protokoll von 2000 verwendet bei vergleichbarer Zielsetzung eine andere Abgrenzung, welche Handlungen strafbar sein sollen, und wurde von doppelt so vielen Staaten ratifiziert.
Seit 1999 werden in verschiedenen Ländern Gesetze im Sinne der Konvention erlassen. Meist erfolgt dies mit Einführung des „Nordischen Modell für Prostitution“ welches neben der in der Resolution geforderten Kriminalisierung der Betreiber und Zuhälter auch eine Kriminalisierung der Nachfrage vorsieht. Entkriminalisierung und Entstigmatisierung der Betroffenen, Prävention und umfangreiche Ausstiegshilfen beinhaltet.